# Neuradopsis
Neuradopsis är ett släkte av tvåhjärtbladiga växter. Neuradopsis ingår i familjen Neuradaceae.
Kladogram enligt Catalogue of Life:
| Neuradopsis | \| \| Neuradopsis austroafricana \| \| \| \| \| \| Neuradopsis bechuanensis \| \| \| \| |
|             | \| \| Neuradopsis austroafricana \| \| \| \| \| \| Neuradopsis bechuanensis \| \| \| \| |
|             | Grielum                                                                                 |
|             |                                                                                         |
|             | Neurada                                                                                 |
|             |                                                                                         |
|             | Neuradopsis austroafricana                                                              |
|             |                                                                                         |
|             | Neuradopsis bechuanensis                                                                |
|             |                                                                                         |

|  | Neuradopsis austroafricana |
|  |                            |
|  | Neuradopsis bechuanensis   |
|  |                            |